# Афеленхоїд
Афеленхоїд (Aphelenchoides) — рід міцетофагів-нематод. Деякі види є рослинопатогенними листковими нематодами.

## Опис
Афеленхоїди мають довжину від 0,5 до 1,2 міліметрів і дуже тонкі. Стилет (примітивний ротовий апарат) тонкий і має маленькі горбки. Дорсальні залози відкриваються в просвіт стравоходу (стравоходу) безпосередньо перед скорочувальним органом. Черевні залози відкриваються позаду скорочувального органу в просвіт стравоходу. Задній кінець деяких видів роду є колючим.

## Харчування
Афеленхоїди живуть ендопаразитарно в листі рослин, а також можуть живитися ектопаразитно на листках і квіткових бруньках деяких рослин. Багато видів роду також живуть на грибах.